# Payen el Mayordomo
Payen  (fallecido c. de 1149) fue un franco cruzado, mayordomo del reino de Jerusalén durante el reinado de Fulco de Jerusalén y Señor de Transjordania desde 1126.

## Biografía
Payen el Mayordomo aparece en los archivos en 1120 como mayordomo del reino, cargo que ocuparía hasta al menos 1136.
En 1132, el rey Fulco de Jerusalén le confió el señorío de Transjordania, que había sido confiscado a Román de Le Puy y a su hijo, acusados de traición.
Para garantizar la protección del norte de su señorío, Payen construyó  el castillo de Kerak, en 1142, una fortaleza incluso más imponente que el Crac de Montreal, la capital del señorío. El Crac de los Moabitas, fue construido en un lugar bien escogido por Payen entre Damasco y el mar Rojo, que podía controlar las caravanas musulmanas entre Egipto y Siria. "Kerak" se convirtió en la principal ciudad del señorío y la residencia del arzobispo de Rabá.
La muerte de Payen el Mayordomo se sitúa entre 1148, cuando Payen asistió al Concilio de Acre de los barones de Tierra Santa convocados a San Juan de Acre por el emperador Conrado III de Alemania y el rey Luis VII de Francia. El título de señor de Transjordania pasó a su sobrino Mauricio de Montreal.